# Der Einbrecher wider Willen
Der Einbrecher wider Willen ist ein deutscher Stummfilm aus dem Jahre 1919 von und mit Viggo Larsen.

## Handlung
Der gutaussehende Hartwig Magnussen hat ein Verhältnis mit der verheirateten Baronin Lolo von Stern. Als ihr Gatte naht, muss der Schwerenöter türmen und klettert aus dem Fenster einen Stock tiefer. Dort landet er in dem Zimmer der Hoteliersnichte Margit. Zeitgleich wird in dem Hotel einer Dame der Schmuck geraubt, woraufhin der Fassadenkletterer Hartwig schlagartig in den Verdacht gerät, der Dieb zu sein. Doch wenig später finden sich die Preziosen wieder an, und Hartwig wird daraufhin freigelassen.
Das unerwartete Stelldichein hat die beiden jungen Leute einander näher gebracht, ganz zum Verdruss der eifersüchtigen Baronin. Daraufhin beschließt die Adelige, sich an den untreuen Geliebten zu rächen und behauptet ihrem Gatten gegenüber, dass Hartwig ihr ungebührlich nachstellen würde. Der Baron ist ob dieser Dreistigkeit entsetzt und fordert den angeblichen Gattin-Belästiger zum Duell heraus. Doch ein Freund Hartwigs kann dies verhindern, und so steht einer Verlobung von Hartwig und Margit nichts mehr im Wege.

## Produktionsnotizen
Der Einbrecher wider Willen entstand unmittelbar nach Ende des Ersten Weltkriegs, im Winter 1918/19, und wurde im Februar 1919 in Berlins Mozartsaal uraufgeführt. Der Vierakter mit einer Länge von zunächst 1230 Metern, dann 1170 Metern Länge, erhielt Jugendverbot.

## Kritik
Paimann’s Filmlisten resümierte: „Humoristik, Photos und Spiel sehr gut. Szenerie ausgezeichnet.“